# A Simpson család rövidfilmek
A Simpson család rövidfilmek olyan amerikai animációs tévésorozat, amely 48 darab 1-2 perces epizódokat tartalmazott. Három évadon keresztül futott a Tracey Ullman Show televíziós sorozatban, mielőtt Simpson család néven, Homer, Marge, Bart, Lisa és Maggie főszereplésével önálló sorozattá vált. A sorozat alkotója Matt Groening. A rövidfilmet 1987. április 19-én mutatták be, az első epizód címe "Jó éjt!" volt. Az utolsó rövidfilmet, mely a "Simpsons TV" címet viselte 1989. május 14-én mutatták be. Simpson család első önálló félórás epizódja 1989. december 17-én került bemutatásra.

## Szereplők
| Szereplő              | Angol hang (Eredeti) | Angol hang (Rajongói) | Magyar hang (Rajongói)                                                                                |
| --------------------- | -------------------- | --------------------- | --- |
| Homer Simpson         | Dan Castellaneta     | Johnaten Draken Brown | Johnaten Draken Brown (1.hang és utána archív felvétel 2.résznél) Angol Róbert (Simpsonék karácsonya) |
| Marge Simpson         | Julie Kavner         | Johnaten Draken Brown | Johnaten Draken Brown                                                                                 |
| Bart Simpson          | Nancy Cartwright     | Angol Róbert          | Angol Róbert                                                                                          |
| Lisa Simpson          | Yeardley Smith       | Angol Róbert          | Angol Róbert                                                                                          |
| Maggie Simpson        | Liz Georges          | –                     | Johnaten Draken Brown                                                                                 |
| Abe Simpson           | Dan Castellaneta     | –                     | Angol Róbert                                                                                          |
| Pap                   | –                    | –                     | Lelkész Csaba                                                                                         |
| Temetést vezető férfi | N/A                  | –                     | – |